# Heartless (пісня Каньє Веста)
«Heartless» — пісня американського репера Каньє Веста, що вийшла 28 жовтня 2008 року як другий сингл з його четвертого студійного альбому 808s & Heartbreak. Після дебюту пісні на національному з'їзді Демократичної партії у 2008 році Каньє Вест поділився немастерованою версією у своєму блозі 15 жовтня 2008 року. Пізніше 28 жовтня ця пісня була представлена на американських радіостанціях як другий сингл із альбому 808s & Heartbreak через лейбли Roc-A-Fella та Def Jam. Пісню спродюсували Каньє Вест і No I.D.

## Музичний стиль та лірика
У музичному відношенні пісня включає в себе драм-машину Roland TR-808, фортепіанні удари та клавішні на задньому плані куплетів. Каньє співає в режимі Auto-Tune.
«Heartless» містить сильні та прямі роздуми Каньє про розставання зі своєю колишьою нареченою Алексіс Файфер. Він висловлює чесність і жаль до себе в приспіві: «Найхолодніша історія, яку коли-небудь розповідали / Десь далеко вздовж цієї дороги / Він втратив свою душу / Для жінки, такої безсердечної». Каньє Вест також двічі сердито ставить запитання до закінчення приспіву: «Як ти могла бути такою безсердечною?» Невпевненість у собі виражена в пісні Веста, який читає реп, що попри те, що у нього є «кореші», він «все ще такий самотній». Далі Вест проливає світло на фазу після розриву, припускаючи, що Файфер зрозуміє, що вона ніколи не знайде нікого кращого за нього через два місяці.

## Музичне відео
Режисером і продюсером музичного відео був Хайп Вільямс. Для відео Вільямс зняв кадри з використанням техніки ротоскопічної анімації. Техніка включала 65 аніматорів у Гонконзі, які малювали кожну клітинку після знімання реальних людей.

## Комерційний успіх
У випуску чартів від 13 листопада 2008 року «Heartless» дебютував у американському Billboard Hot 100 під номером 4, продавши 201 000 копій. Це стало 3-м записом Каньє Веста в топ-5 цього року, а також 12-ю піснею в цілому, яка дебютувала в топ-4 Hot 100 у 21 столітті. Станом на 31 травня 2018 року ця пісня займає четверте місце серед найбільших хітів Каньє Веста в Hot 100.
Трек дебютував під номером 13 у американському чарті Billboard Pop 100 від 22 листопада 2008 року, ставши найбільшою піснею тижня. 23 вересня 2020 року «Heartless» отримав семикратний платиновий статус Асоціації звукозаписної індустрії Америки (RIAA) за продаж 7 000 000 одиниць у США, що зробило його одним із найпродаваніших цифрових синглів у країні.

## Прийом критиків
Пісня була зустрінута загалом позитивними відгуками музичних критиків, багато з яких високо оцінили виступ Каньє Веста. Деякі робили акцент на тематиці пісні, а інші критики високо оцінювали композицію.

## Кавер-версії
«Heartless» був предметом кавер-версій різних виконавців, включаючи The Fray. Гурт дебютував зі своїм кавер-записом у Live Lounge для BBC Radio 1 у лютому 2009 року, перш ніж він вийшов як сингл 17 квітня. Кріс Аллен також зробив кавер на цю пісню, прем’єрно представивши його версію в травні 2009 року під час виступу у восьмому сезоні American Idol, переможцем якого він став.

## Список композицій
CD
1. «Heartless» – 3:30
2. «Heartless» (Video) – 3:39

LP
1. «Heartless» – 3:30
2. «Heartless» – 3:30

## Чарти
| Чарт (2008–2009)                             | Пікова позиція |
| -------------------------------------------- | -------------- |
| Австралія (ARIA)                             | 40             |
| Австрія (Ö3 Austria Top 75)                  | 57             |
| Бельгія (Ultratop Flanders)                  | 40             |
| Бельгія (Ultratip Wallonia)                  | 9              |
| Канада (Canadian Hot 100)                    | 8              |
| Канада (CHR/Top 40) (Billboard)              | 2              |
| Канада (Hot AC) (Billboard)                  | 32             |
| Данія (Tracklisten)                          | 18             |
| Європа European Hot 100 Singles (Billboard)  | 36             |
| Німеччина (Media Control AG)                 | 37             |
| Угорщина (Rádiós Top 40)                     | 21             |
| Ірландія (IRMA)                              | 11             |
| Нідерланди (Dutch Top 40)                    | 20             |
| Нідерланди (Mega Single Top 100)             | 31             |
| Нова Зеландія (RIANZ)                        | 6              |
| Швеція (Sverigetopplistan)                   | 17             |
| Швейцарія (Media Control AG)                 | 46             |
| Туреччина Türkiye Top 20 (Billboard Türkiye) | 2              |
| Велика Британія (Official Charts Company)    | 10             |
| Велика Британія (UK R&B Chart)               | 2              |
| США (Billboard Hot 100)                      | 2              |
| США (Hot R&B/Hip-Hop Songs) (Billboard)      | 4              |
| США (Rap Songs) (Billboard)                  | 1              |
| США (Mainstream Top 40) (Billboard)          | 4              |
| США Pop 100 (Billboard)                      | 4              |
| США (Rhythmic) (Billboard)                   | 1              |

## Сертифікації
| Регіон | Сертифікація  | Продажі    |
| --- | ------------- | ---------- |
| Австралія (ARIA)                                                                                           | 4× Платиновий | 280 000    |
| Данія (IFPI Denmark)                                                                                       | Платиновий    | 90 000     |
| Німеччина (BVMI)                                                                                           | Золотий       | 150 000    |
| Італія (FIMI)                                                                                              | Золотий       | 50 000     |
| Нова Зеландія (RIANZ)                                                                                      | Золотий       | 7500*      |
| Велика Британія (BPI)                                                                                      | Платиновий    | 600 000    |
| США (RIAA)                                                                                                 | Діамантовий   | 10 000 000 |
| США (RIAA) Mastertone                                                                                      | Платиновий    | 1 000 000* |
| *продажі, що базуються лише на сертифікаціях · продажі+прослуховування, що базуються лише на сертифікаціях |               |            |